# Novopashkóvskaya
Novopashkóvskaya (del ruso: Новопашковская) es una stanitsa del raión de Krylovskaya del krai de Krasnodar de Rusia. Está situada a orillas del Grúzskaya, cerca de su desembocadura en el río Kavalerka (de la cuenca del Yeya), 12 km al nordeste de Krylovskaya y 173 km al nordeste de Krasnodar, la capital del krai. Tenía 1 558 habitantes en 2010
Es cabeza del municipio Novopashkóvskoye, al que también pertenecen Lobova Balka, Tverskói y Grúzskoye. 

## Historia
La stanitsa fue fundada en 1888 por cosacos de la stanitsa Páshkovskaya.